# Adrien de Wignacourt
Adrien de Wignacourt (* 1618 in Frankreich; † 4. Februar 1697) war der 63. Großmeister des Malteserordens.
Er war ein Neffe des 54. Großmeisters, Fra' Alof de Wignacourt.
Er amtierte vom 24. Juli 1690 bis zu seinem Tod im Jahre 1697. Bevor er zum Großmeister gewählt wurde, war er Prior der Zunge der Auvergne.
Adrien schuf eine Witwen- und Waisenkasse für die Hinterbliebenen der Gefallenen der Kämpfe gegen die Türken.
Es gelang ihm den langwierigen Streit mit Genua zu beenden.
Während seiner Herrschaft suchte ein schweres Erdbeben Sizilien, Malta und Gozo heim.